# Innocenty Głowacki
Innocenty Głowacki ukr. Інокентій Гловацький, Inokentij Hłowacki (ur. 19 lipca lub 19 grudnia 1886 w Dorohiniczach koło Horochowa, zm. po 18 maja 1940 na Ukrainie) – ukraiński polityk, senator III kadencji, ofiara zbrodni katyńskiej.

## Życiorys

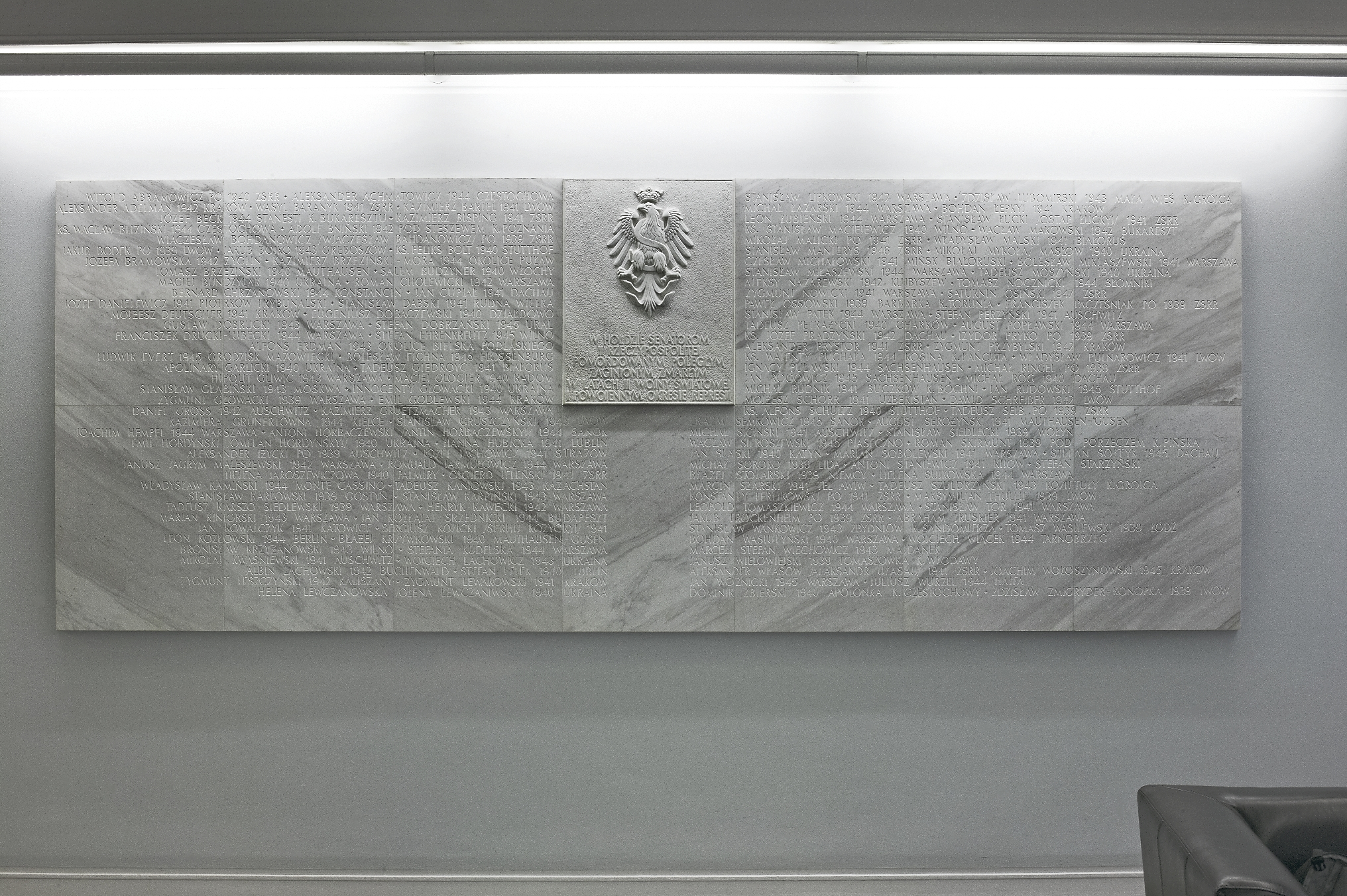
Tablica pamiątkowa w Senacie RP

Był synem Dementija (Demetriusza, Dymitra) i Miletyny z domu Linczewskiej. Ukończył 4 klasy seminarium duchownego w Mińsku, następnie zdał egzamin na nauczyciela szkół powszechnych. W latach 1910–1912 był nauczycielem w Nowosiułkach w powiecie włodzimierskim, jednak wskutek działalności w ukraińskim ruchu narodowym został zmuszony do złożenia dymisji. Pracował później w wydziale agronomii ziemstwa włodzimierskiego.
Pracował jako rolnik, był członkiem spółdzielni rolniczej w Ostrogu, w latach 20. XX wieku był prezesem Związku Kooperatystów na Wołyniu.
Od 1928 został członkiem BBWR, pracował jako handlowiec.
Po wybuchu II wojny światowej i agresji ZSRR na Polskę z 17 września 1939 został aresztowany przez NKWD jako ukraiński nacjonalista. 18 maja 1940 miał zostać wywieziony do więzienia w Kijowie. Jego nazwisko znalazło się na tzw. Ukraińskiej Liście Katyńskiej opublikowanej w 1994 (został wymieniony na liście wywózkowej 41/3-54 oznaczona numerem 687). Został pochowany na otwartym w 2012 Polskim Cmentarzu Wojennym w Kijowie-Bykowni. Inne źródła podawały, jakoby miał zostać rozstrzelany na terenie późniejszego Kazachstanu.
Innocenty Głowacki został upamiętniony na tablicy pamiątkowej odsłoniętej 3 lipca 1999 w gmachu Senatu RP ku czci senatorów II RP, którzy zginęli w czasie II wojny światowej i okresie powojennych represji.

## Literatura
- „Posłowie i senatorowie Rzeczypospolitej Polskiej 1919-1939. Słownik biograficzny”, tom II, Warszawa 2000